# Temple de la Dent
Le temple de la Dent, ou Sri Dalada Maligawa (singhalais : ශ්‍රී දළදා මාළිගාව tamoul : ஸ்ரீ தலதா மாளிகை), est un temple bouddhiste de Kandy, l'ancienne capitale du Sri Lanka. Il est situé dans le complexe palatial du royaume de Kandy et abrite une relique de dent de Bouddha. Cette relique a longtemps joué un rôle politique important, car la posséder, c'était détenir le pouvoir sur le pays. Kandy, dernière capitale royale du pays, est inscrite au patrimoine mondial de l'UNESCO, en partie grâce au temple.
Les moines des deux chapitres de Malwatte et Asgiriya pratiquent chaque jour des cérémonies dans la chambre intérieure du temple. Ces rituels se déroulent à l'aube, à midi et au crépuscule. Le mercredi, la relique est symboliquement lavée avec une préparation d'eau parfumée et de fleurs odorantes appelée « Nanumura Mangallaya ». Cette eau sacrée est censée posséder des vertus guérissantes et est ensuite distribuée parmi les assistants.
Le temple a été endommagé plusieurs reprises par des attentats, mais il a été entièrement restauré à chaque fois.

## Histoire

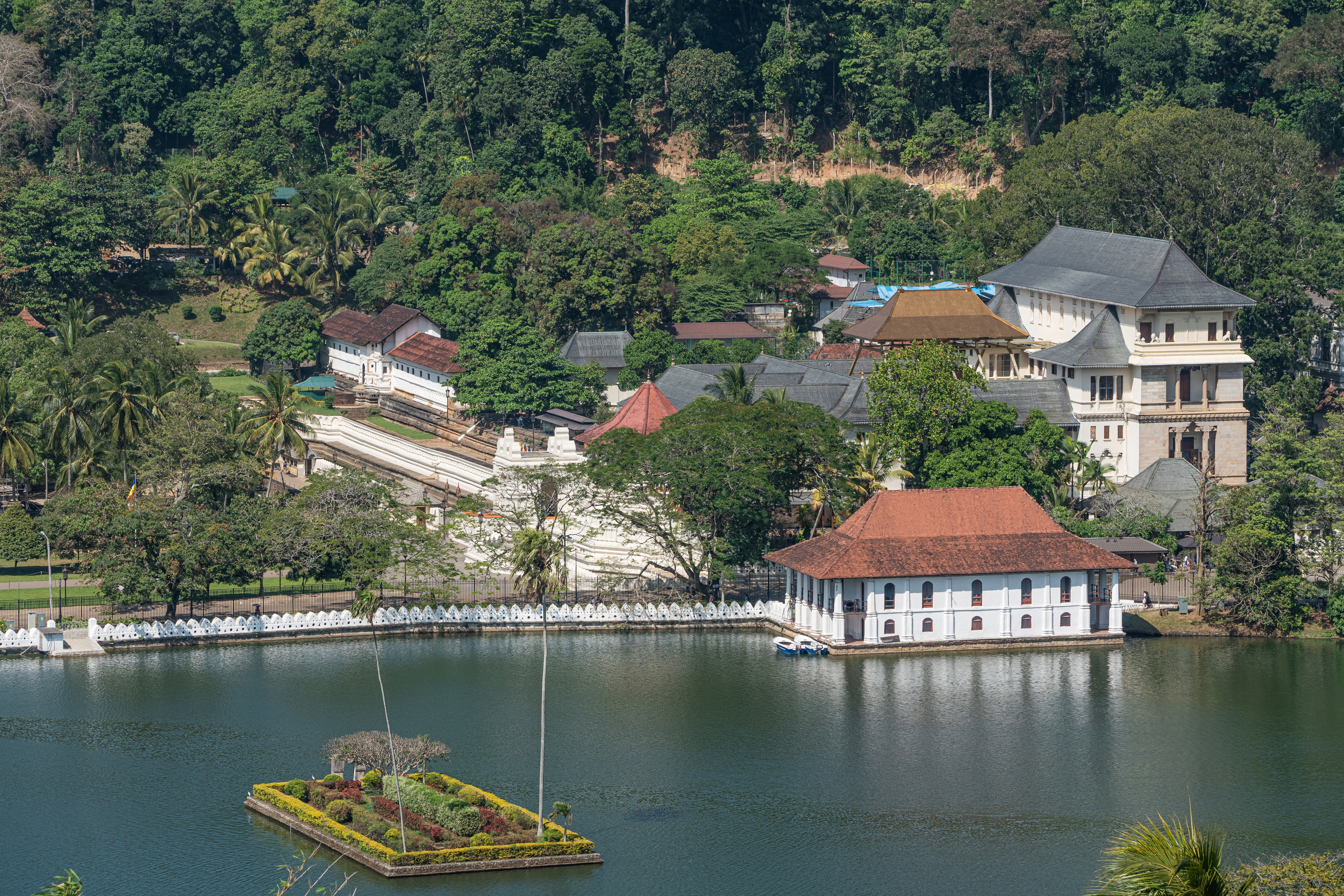
Vue générale du site avec le lac de Kandy.

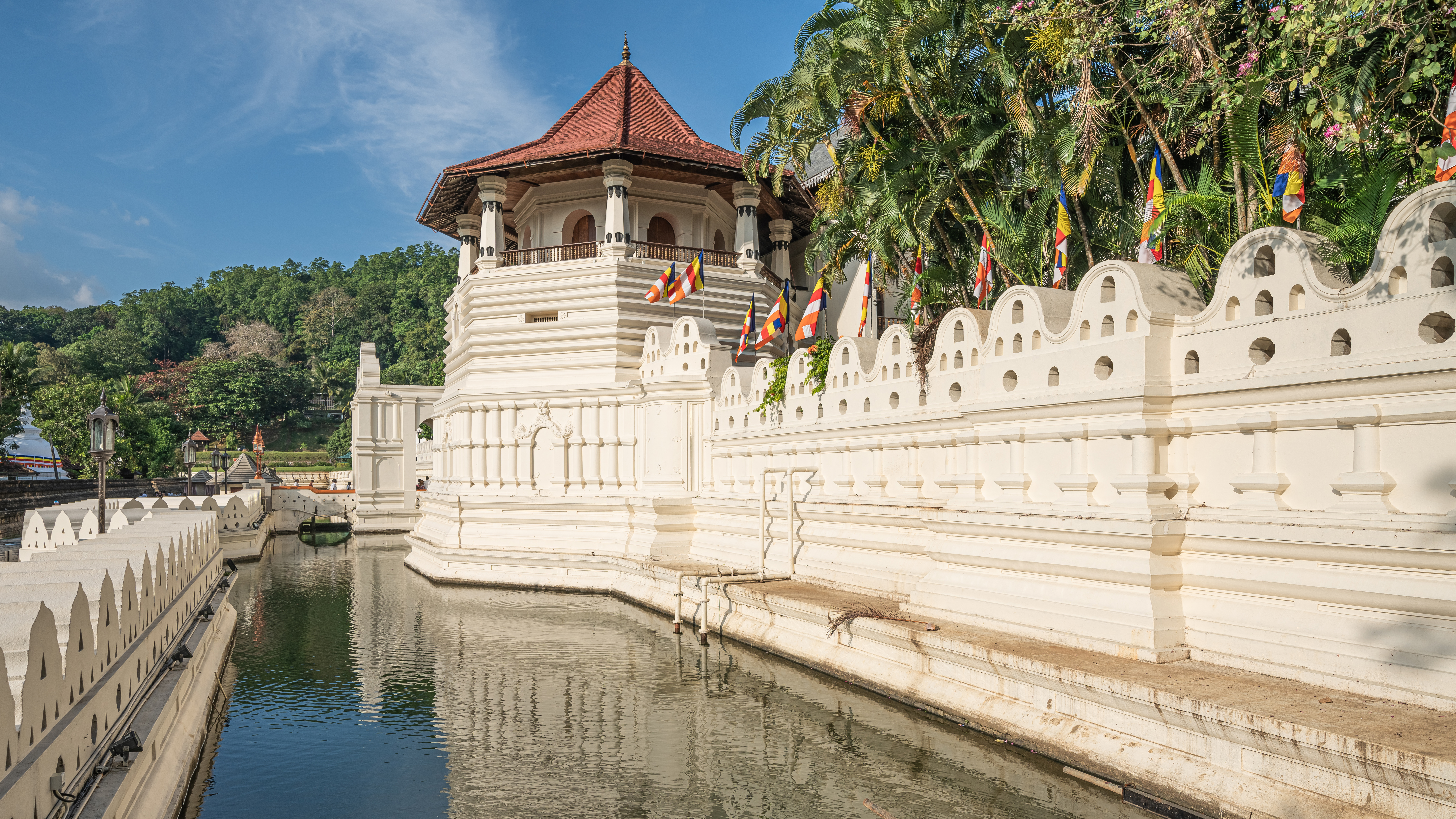
Vue depuis l'entrée principale (2020).

Après le parinirvana et la crémation de Gautama Bouddha à Kushinagar, la dent retrouvée dans ses cendres a été considérée comme une relique. Elle a été conservée au Kalinga et transportée clandestinement à Ceylan par la princesse Hemamali et son mari le prince Dantha, sur les ordres de son père le roi Guhasiva. Ils touchèrent terre à Lankapattana durant le règne du roi Kirthi Sri Meghavarna (301-328), auquel ils remirent la relique. Le roi la déposa au vihara Meghagiri (aujourd'hui l'Isurumuniya) à Anuradhapura.
La garde de la relique était de la responsabilité du monarque, ce qui fait qu'avec les années elle en est venue à symboliser la légitimité royale. Les souverains ont donc construit un temple pour abriter la dent à proximité de leur résidence, et cela tant durant les royaumes d'Anuradhapura (377 av. J.C.–1017), de Polonnaruwa et de Dambadeniya (1220–1345). En revanche, à l'époque du royaume de Gampola (1345-1406), la relique fut abritée au vihara Niyamgampaya. Les poèmes d'amour comme l’Hamsa-Sandesha, le Gira et le Selalihini indiquent que le temple de la relique se trouvait à Kotte à l'époque du royaume de Kotte (1412–1597).
Durant le règne de Dharmapala de Kotte, converti au catholicisme (1551-1597), la relique a été cachée au vihara Delgamuwa à Ratnapura, à l'intérieur d'une meule. Elle a été apportée à Kandy par Hiripitiye Diyawadana Rala et Devanagala Rathnalankara Thera. Le roi Vimaladharmasuriya I (r. 1590-1604) a construit pour l'abriter un bâtiment de deux étages, aujourd'hui disparu. En 1603, lorsque les Portugais envahirent Kandy, la dent a été transportée au Meda Mahanuwara à Dumbara. Elle a été retrouvée sous Râjasimha II (r. 1635-1687), qui aurait reconstruit le temple d'origine, ou en aurait construit un nouveau.

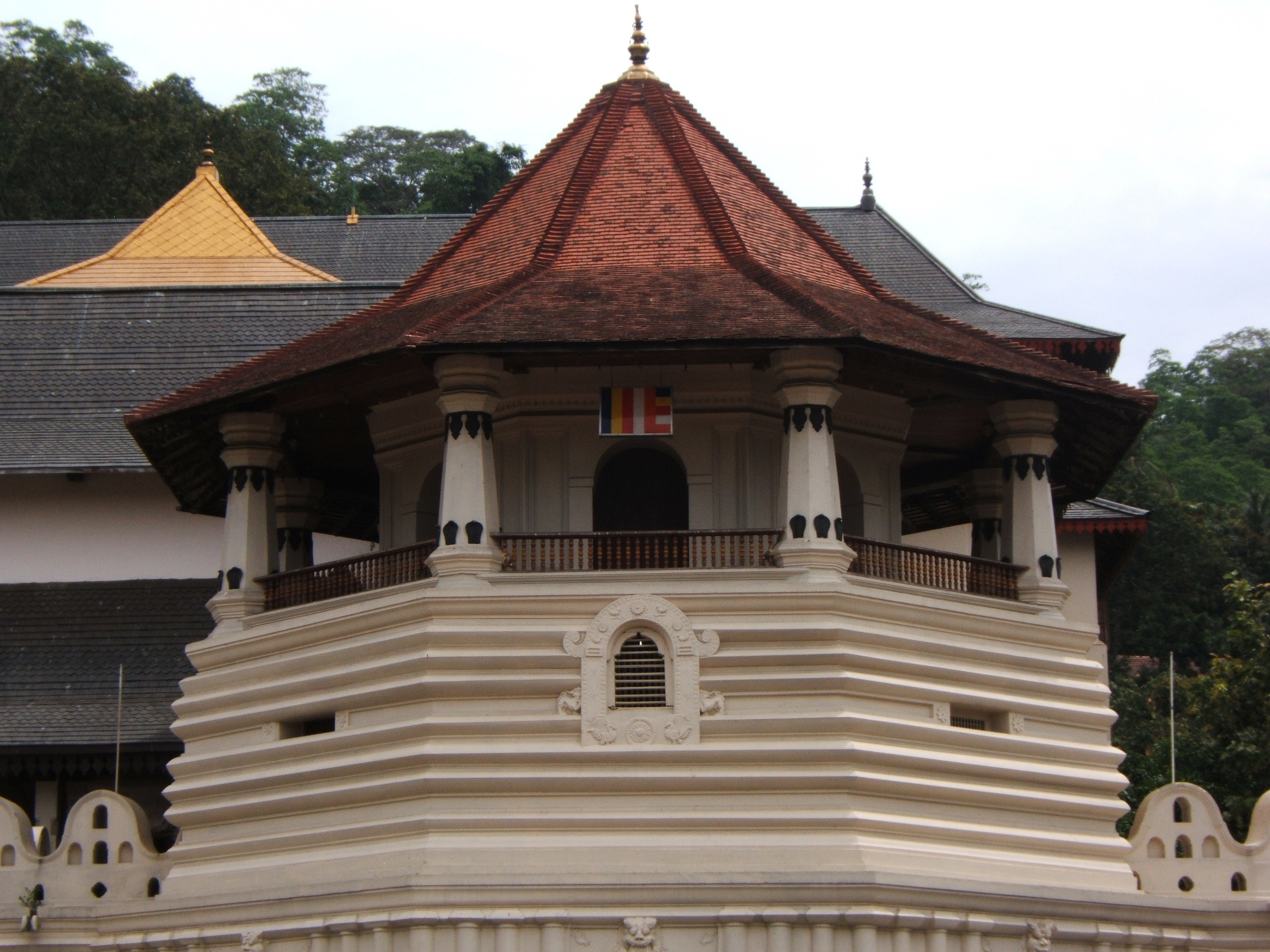
Le Patthirippua (pavillon octogonal).

Le temple actuel a été construit par Vira Narendra Sinha (1707-1739). Le Patthirippua et les douves ont été ajoutés sous Sri Vikrama Rajasinha (r. 1798-1815). On attribue le Patthirippua au fameux architecte de Kandy Devandra Mulacharin. D'abord utilisé pour les loisirs du roi, il a ensuite été offert au temple. C'est aujourd'hui une bibliothèque.
Pendant la guerre civile du Sri Lanka, le temple a été attaqué février 1989 par les communistes du Janatha Vimukthi Peramuna; puis en janvier 1998, les Tamouls du LTTE ont tenté une attaque au camion piégé.

## Architecture

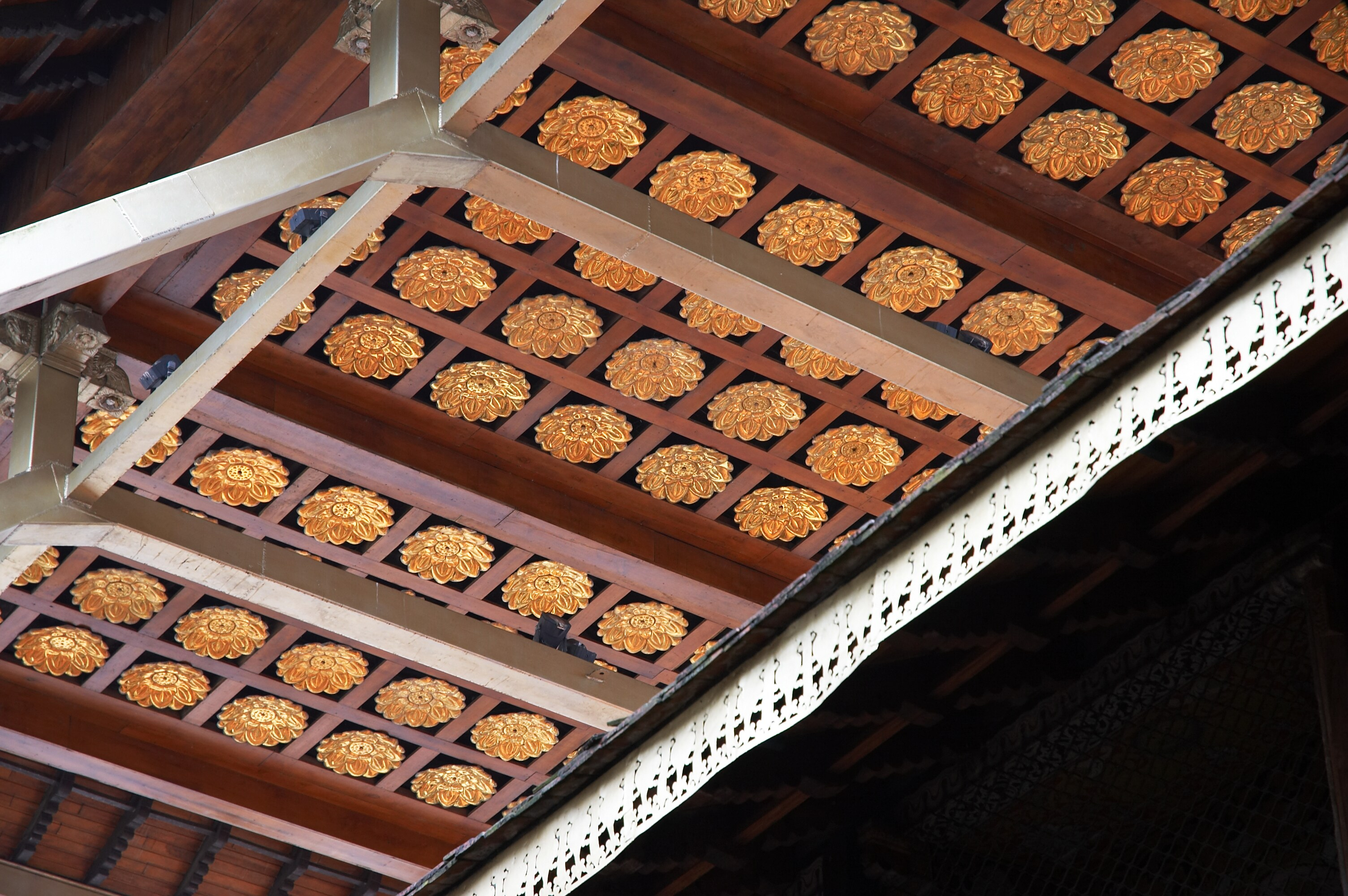
Plafond surplombant le sanctuaire principal.

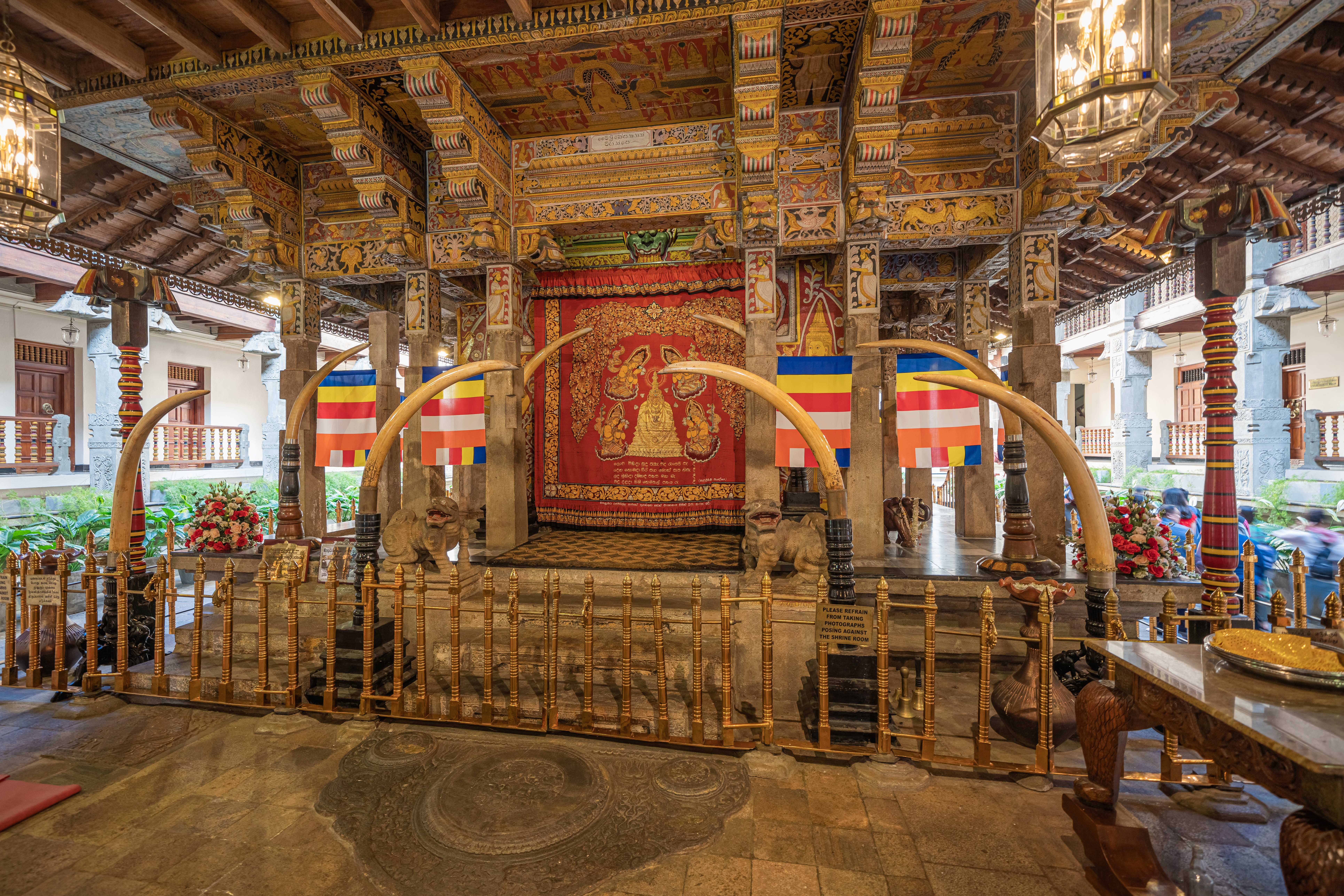
Vue des deux niveaux du sanctuaire principal.

Le mur de brique au-dessus des douves et du lac Bogambara est connu sous le nom de mur des vagues. Il comporte des niches destinées à recevoir des lampes à huile de coco. Le principal portail d'entrée au-dessus des douves est appelé « Mahawahalkada ». Au bas de ses marches se trouve une Sandakada pahana (pierre de lune en demi-cercle) dans le style de Kandy. Le Mahawahalkada a été entièrement détruit à l'explosif par le LTTE en 1998 ; il a été reconstruit ainsi que la sandakada pahana et les autres sculptures. Des éléphants en pierre gardent chaque côté du portail. Un torana décoré de makaras et deux gardiens de pierre se trouvent en haut de l'escalier.
Les deux niveaux du sanctuaire sont connus sous les noms de « Palle malaya » (étage inférieur) et « Udu malaya » (étage supérieur) ou « Weda hitina maligawa ». Ils sont surplombés par une toiture dorée construite en 1987 et entourés par une barrière dorée. Les portes du Weda Hitana Maligawa sont décorées d'ivoire sculpté. La chambre de la relique est connue sous le nom de « Handun kunama ». La relique de la dent est abritée dans une châsse faite de sept coffrets d'or incrustés de pierres précieuses, et qui ont la forme de stupa. Le coffret de procession, utilisé chaque année lors de la Perahera, est aussi exposé dans cette pièce.

## Autres édifices

### Palais royal

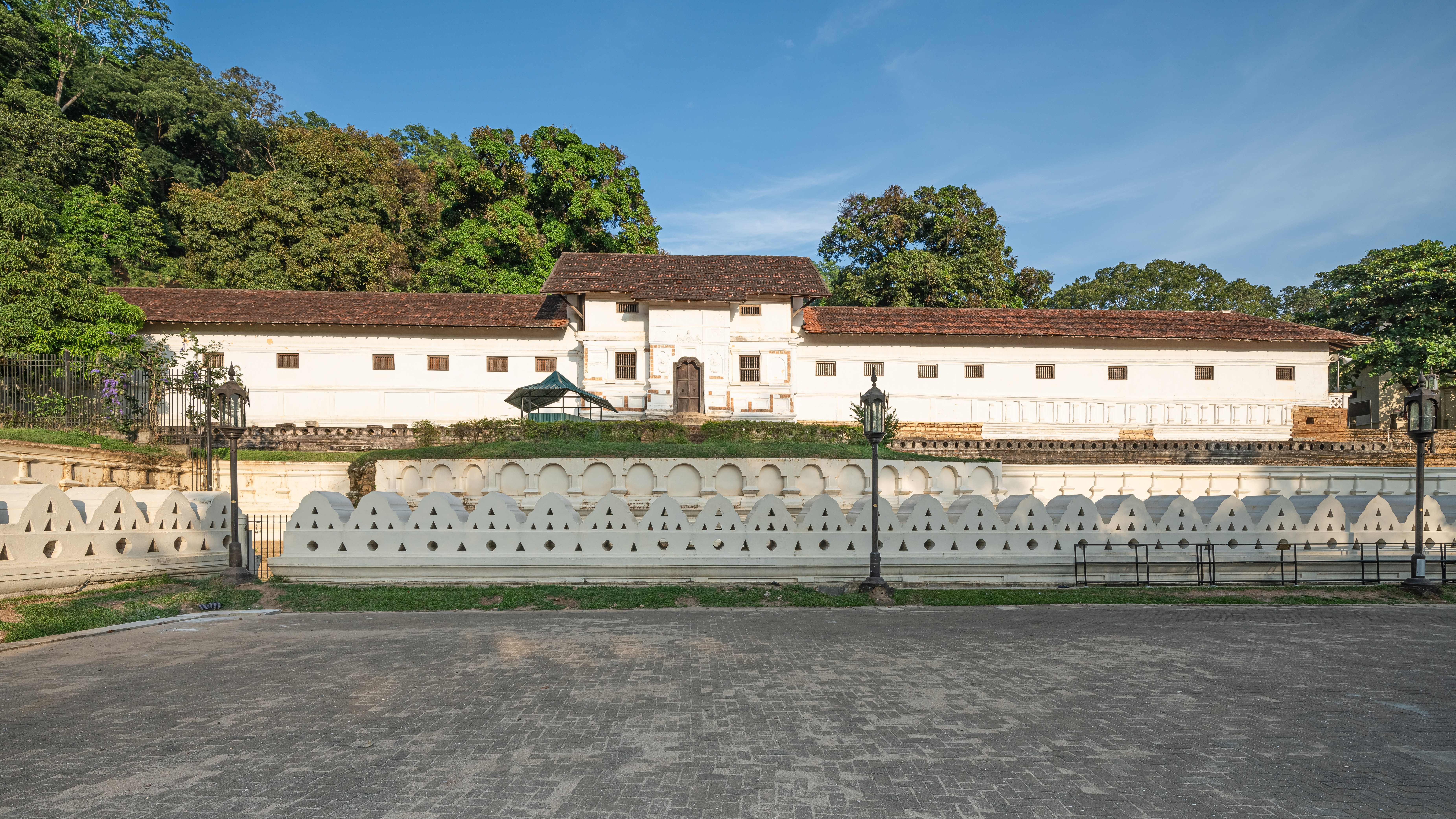
Le palais royal de Kandy a été construit par Vimaladharmasuriya I.

Le palais royal est situé au nord du temple, à l'opposé du lac. Le roi Vimaladharmasuriya I l'a aménagé sur un site déjà occupé par d'autres palais. L'orientaliste néerlandais Philippus Baldaeus l'a visité avec le général Gerard Pietersz Hulft en 1656. John Pybus, qui s'y est rendu en ambassade en 1762, en a donné une description détaillée.
La résidence royale est connue sous le nom cingalais de « Maha Wasala » depuis l'époque de Polonnaruwa. Le palais royal est aussi connu sous le nom de « Maligawa ». Il possédait trois portails et un mur de 8 m de haut. La section qui se trouve en face du temple de Natha (Maitreya) est considérée comme la plus ancienne. Au début de l'occupation britannique, le palais a été utilisé par l'administrateur colonial John D'Oyly, puis par ses successeurs. Il abrite aujourd'hui un musée archéologique.

### Salle d'audience

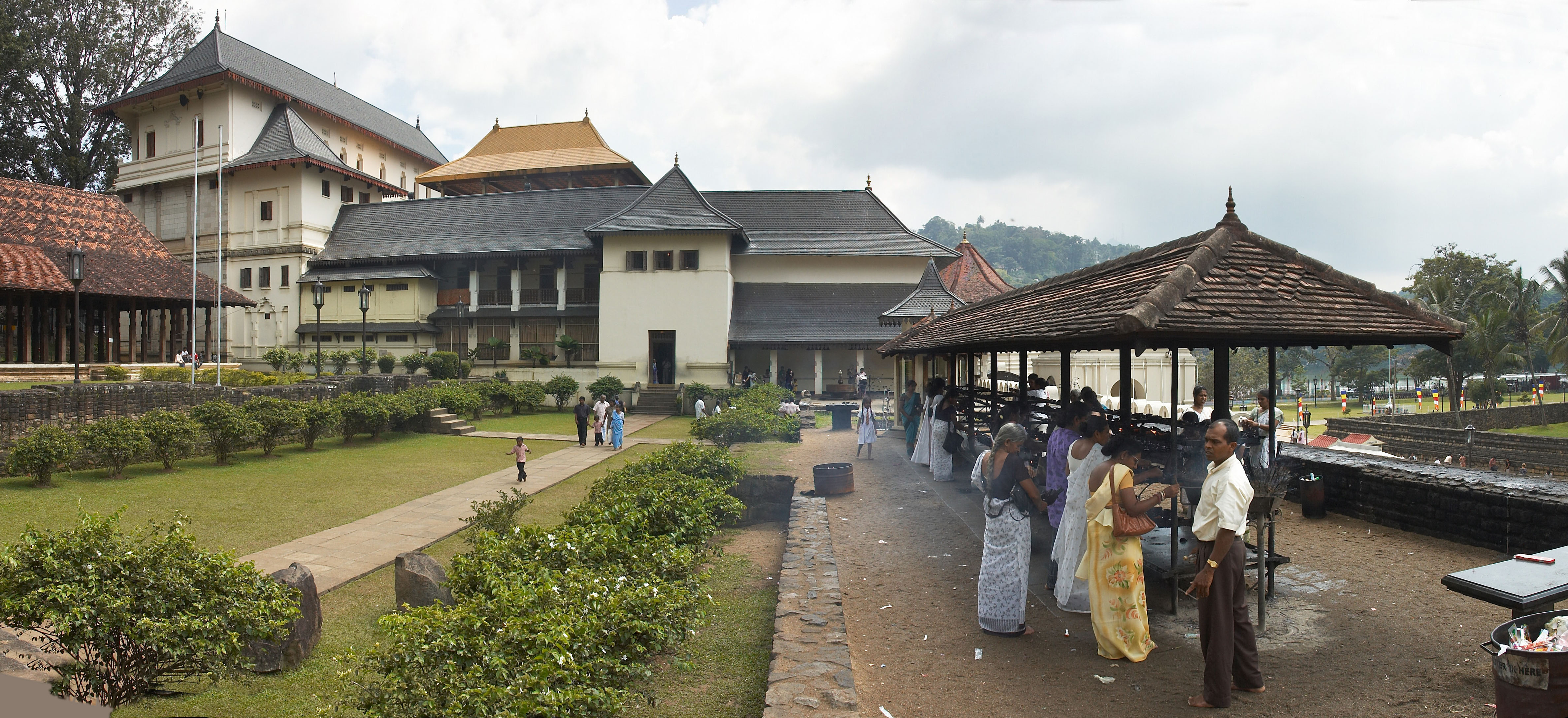
Vue de la façade nord du temple : La salle d'audience est partiellement visible à gauche.

La salle d'audience, ou « Magul maduwa », est un pavillon ouvert où les rois de Kandy tenaient leur cours. Elle a été achevée durant le règne de Rajadhi Rajasinha, en 1783. Les sculptures des piliers de bois qui supportent sa toiture sont caractéristiques de l'art de la période de Kandy.
C'est là qu'a été établie et lue au peuple le 2 mars 1815 la convention de Kandy, qui déposait le dernier roi de Kandy, Sri Vikrama Rajasinha, et faisait passer son royaume sous souveraineté britannique,.
L'édifice a été rénové pour la réception à Kandy du prince de Galles, le futur Édouard VII, en 1875. Ses dimensions d'origine étaient de 17,7 m par 10,7 m : il a été rallongé de 9,5 m à l'occasion de cette rénovation. D'autres bâtiments proches ont probablement été démolis durant l'occupation britannique. Aujourd'hui la salle d'audience est utilisée pour des cérémonies officielles et dépend du département d'archéologie.